# جواد مزدآبادی
جواد مزدآبادی (زاده ۲۳ دی ۱۳۵۳ در مشهد) وی فارغ‌التحصیل رشته طراحی صنعتی از دانشگاه هنر تهران است. او فعالیت هنری خود را از سال ۱۳۷۵ آغاز کرد.

## افتخارات
- دریافت بیش از ۶۰ جایزه جشنواره‌های داخلی و بین‌المللی سینمایی
- دریافت عنوان خادم القرآن از ریس جمهور وقت بخاطر مجموع کارهای مذهبی
- دریافت جایزه بزرگ شهید آوینی برای بهترین فیلم ده ساله سینمای ایران (فیلم دست سیاه - نان سفید)
- جایزه بهترین فیلمنامه برای فیلم دیوار زندگی از جشنواره آوانکا پرتغال
- دیپلم افتخار جشنواره اوبنزه اتریش برای فیلم دست سیاه - نان سفید
- مدال برنز جشنواره یونیکا کره جنوبی برای فیلم دست سیاه - نان سفید
- بهترین کارگردانی جشنواره فیلمهای اجتماعی خوزستان برای فیلم دست سیاه - نان سفید
- بهترین کارگردانی مستند جشنواره فیلم محله برای فیلم دست سیاه - نان سفید
- بهترین فیلم مستند جشنواره فیلم‌های قرآنی برای فیلم دست سیاه - نان سفید
- جایزه بهترین کارگردانی جشنواره فیلم پلیس برای فیلم دویدم و دویدم
- بهترین فیلمنامه کوتاه جشنواره فیلم پلیس برای فیلمنامه ساعت انتقام
- بهترین فیلمنامه کوتاه جشنواره فیلم دفاع مقدس برای فیلمنامه گذرنامه بهشت
- بهترین کارگردانی جشنواره فیلم دفاع مقدس برای تله تئاتر چای سرد
- دریافت جایزه بهترین فیلم جشنواره مسکو برای فیلم سکوت مطلق
- دریافت جایزه بهترین کارگردانی برای سریال مثل شیشه از جشنواره مسکو
- دریافت جایزه بهترین فیلم معنا گرا از جشنواره بین‌المللی فیلم تهران برای فیلم خفتگان بیدار
- دریافت جایزه ویژه سفر حج از جشنواره بین‌المللی فیلم تهران برای فیلم یک قفس آزادی
- دریافت جایزه بهترین تله فیلم سال ۸۳ از تلویزیون برای فیلم فریادهای خاموش
- دریافت جایزه بهترین فیلم جشنواره رویش در بخش تجربی برای فیلم یک قفس آزادی
- دریافت جایزه بهترین مستند تجربی در جشنواره یادگار برای فیلم یک قفس آزادی
- دریافت جایزه بهترین فیلم جشنواره سمنان برای فیلم لبخند
- حضور در بین ۱۲ فیلم بخش مسابقه جشنواره آمستردام هلند با فیلم یک قفس آزادی
- برنده جایزه بهترین فیلم اولین جشنواره دانشجویان کشور برای فیلم سایه‌های کوتاه
- دریافت جایزه ویژه هیئت داوران جشنواره روح‌الله برای فیلم روی موج دریا
- بهترین فیلم جشنواره مدافعان حرم برای فیلم روی موج دریا
- دریافت جایزه بهترین فیلم جشنواره آب برای فیلم عمق فاجعه
- دریافت جایزه بهترین فیلم بخش کرونا در جشنواره کشوری آسمان برای فیلم قاتلین عزراییل

## فیلم‌شناسی

### سریال‌های تلویزیونی
- سریال سرود خاک شبکه پنج سیما
- سریال جزیره ایکس شبکه سوم سیما
- سریال آدمخوار شبکه دو سیما
- سریال چهار چرخ شبکه سوم سیما
- سریال مثل شیشه شبکه یک سیما
- سریال خون‌بها شبکه یک سیما
- سریال دنگ و فنگ روزگار شبکه یک سیما
- سریال چرخ گردون شبکه دو سیما

## فیلم‌های تلویزیونی

#### ساخت بیش از ۴۷ فیلم تلویزیونی (تله فیلم)
- تلسکوپ شبکه دو
- سکوت مطلق شبکه یک
- از مابهترون شبکه پنج
- ۲۳ گرم شبکه پنج
- گنجینه پنهان شبکه یک
- بیا می‌بخشیم شبکه یک
- روزی مثل هیچ روز شبکه پنج
- تلافی شبکه دو
- شهر بارانی شبکه یک
- ابابیل شبکه یک
- زهره ترک شبکه دو
- دربست تا لواسون شبکه پنج
- آوای نقاره‌ها شبکه یک
- پاتوق شبکه دو
- در امتداد فلق شبکه یک
- مهمان بابا شبکه سه
- دادگاهی در گندمزار شبکه یک

## سینمایی
- طاووس‌های بی‌پر (کارگردان، ۱۳۸۷)
- ورود زنده‌ها ممنوع (کارگردان و طرح اولیه، ۱۳۸۹)
- تلخ اما شیرین (کارگردان، ۱۳۹۲)
- کله‌پوک

## سوابق هنری
- عضو هیئت داوری جشنواره‌های فیلم در داخل و خارج کشور
- عضو هیئت علمی در دانشگاه‌های سینمایی و تدریس

## فیلمشناخت
- ساخت بیش از ۱۰۰ عنوان فیلم مستند
- ساخت بیش از ۵۰ اثر فیلم کوتاه
- ساخت بیش از ۴۷ فیلم سینمایی ویدیویی، تله فیلم و پخش همه آنها در شبکه‌های اصلی ایران
- ساخت ۷ سریال تلویزیونی و پخش از شبکه‌های اصلی سیما
- ساخت سه فیلم سینمایی و پخش در سینماهای کشور